# Angraecum eichlerianum
 (décembre 2017).
Espèce
Synonymes
- Angraecum arnoldianum De Wild.[1]
- Angraecum eichlerianum var. eichlerianum[1]

Angraecum eichlerianum Kraenzlin est une espèce de plantes herbacées appartenant à la famille des orchidées et au genre Angraecum.

## Étymologie

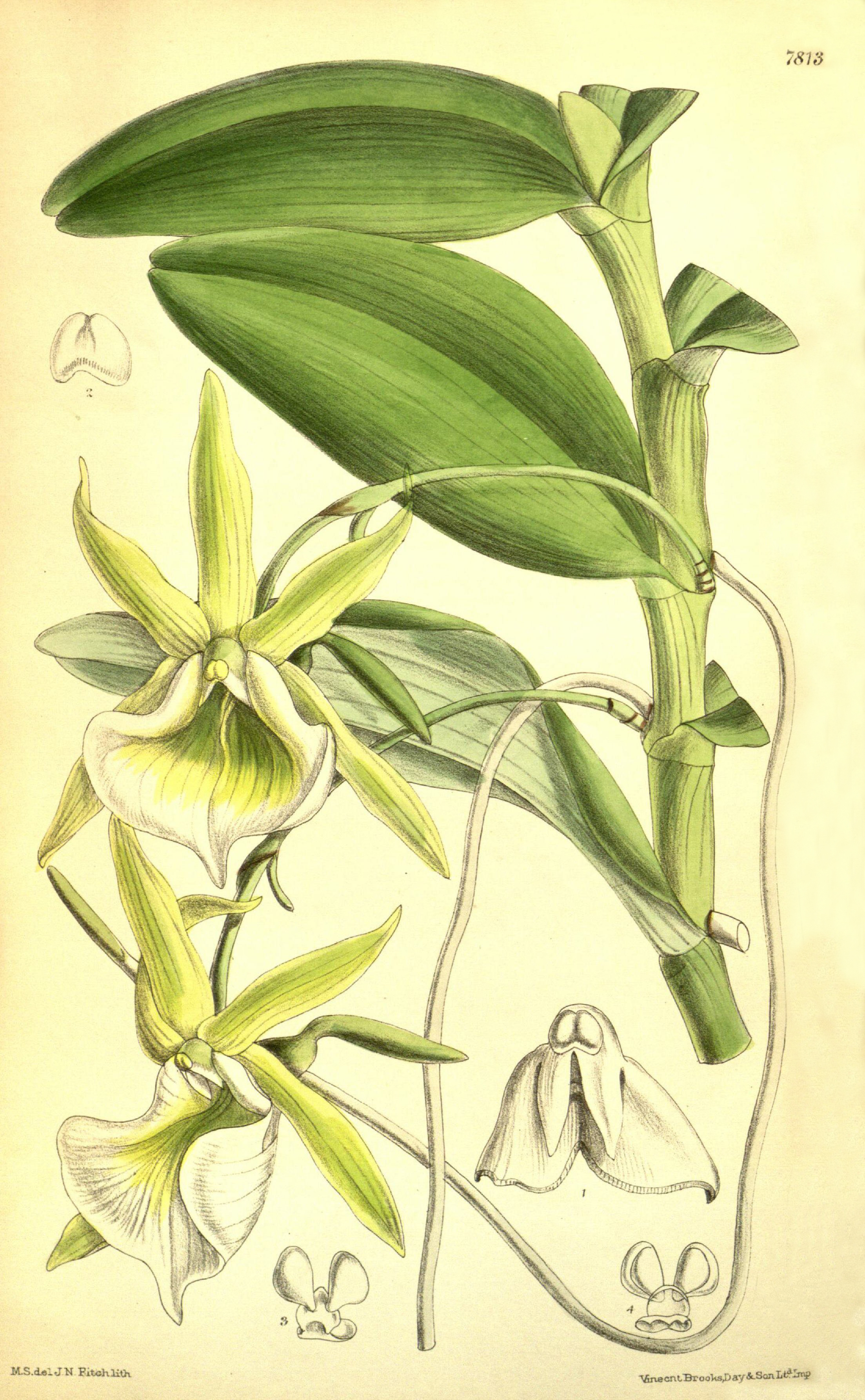
Planche botanique (1902).

Son épithète spécifique eichlerianum rend hommage au botaniste allemand August Wilhelm Eichler.

## Description
Tige atteignant 5 m de longueur, pendante, comprimée latéralement. Entre-nœuds distants de 6 à 6 cm. Feuilles nombreuses, tordues à la base, inégalement bilobées, sommet des lobes arrondis. Inflorescence lâche, pendante, de 4 à 20 cm de long, composée de 1 à 4 fleurs. Fleurs réupinées, de couleur verte. Labelle vert à lobes latéraux blancs ou entièrement blanc, rhombiformes, trilobé au sommet, canaliculés, avec un très faible épaississement le long de la nervure médiane. Bractées florales ovales à triangulaires, minces, glabres. Éperon droit ou genouillé vers le milieu, comprimé vers le milieu, moitié basale étroitement conique.

## Distribution
On la trouve en Afrique, au Nigeria, au Cameroun, en République du Congo, au Gabon, en Guinée équatoriale, en République démocratique du Congo et en Angola.

## Écologie
Elle est épiphyte des forêts riveraines, affectionne les forêts atlantiques à Caesalpinioideae et les cacaoyères.

## Liste des variétés
Selon Tropicos (7 décembre 2017) (Attention liste brute contenant possiblement des synonymes) :
- Angraecum eichlerianum var. curvicalcaratum Szlach. & Olszewski
- Angraecum eichlerianum var. eichlerianum